# Gartenstraße 166 (Mönchengladbach)

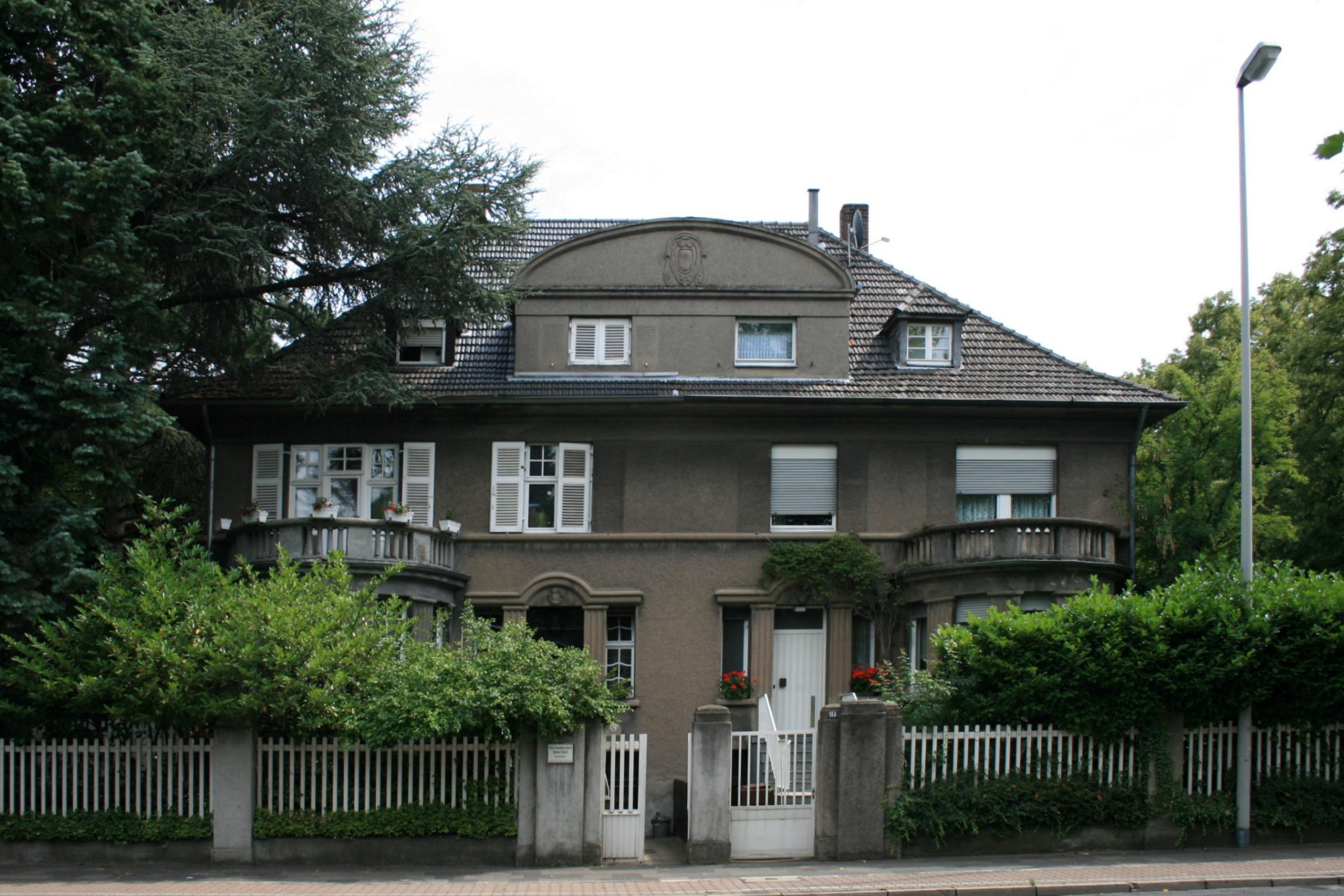
Wohnhaus (2010)

Das Wohn-/Praxishaus Gartenstraße 166 steht im Stadtteil Grenzlandstadion von Mönchengladbach (Nordrhein-Westfalen).
Das Gebäude wurde 1922 erbaut. Es ist unter Nr. G 027 am 2. Juni 1987 in die Denkmalliste der Stadt Mönchengladbach eingetragen worden.

## Architektur
Die Gartenstraße ist eine alte Verbindungsstraße von Rheydt nach Mönchengladbach. Haus Nr. 166 bildet die linke Hälfte eines Doppelhauses mit identisch gegliederten Fassaden.
Die zweigeschossige Halbvilla mit Walmdach wurde 1922 errichtet.
Das ansprechende Wohnhaus ist als  notwendiges Pendant zu Haus Nr. 164 und als ein charakteristisches Beispiel traditionalistischer Bauweise der 1920er Jahre erhaltenswert.